# Гмиря Петро Арсентійович
Петро́ Арсе́нтійович Гми́ря (21 грудня 1905 , Миколаїв, Херсонська губернія  — 7 лютого 1967 , Комунарськ, Луганська область ) — український радянський діяч промисловості, депутат Верховної Ради УРСР 2–5-го скликань. Член ЦК КП(б)У в 1940–1949 і 1952–1960 рр.

## Біографія
Народився в родині робітника-котельника Миколаївських суднобудівних заводів «Россуд» і «Наваль», вихідця із Полтавщини. До 1917 року навчався в церковно-парафіяльній школі, у 1917–1920 роках — у Миколаївській гімназії, а у 1920–1921 роках — у Миколаївській трудовій школі № 46. У 1921 році разом із родиною переїхав до Полтавської губернії.
Трудову діяльність розпочав у 1921 році дорожнім працівником залізничної станції Сенча Полтавської губернії. У 1922 році вступив до комсомолу, організовував комсомольські осередки в Сенчанському районі. У 1923–1925 роках — секретар комсомольського осередку і, одночасно, голова Комітету незаможних селян села Хитці на Полтавщині. У 1925–1926 роках — голова Радивонівської районної спілки «Всеробітземлісу», економічний робітник Радивонівського районного комітету ЛКСМУ Лубенської округи.
Член ВКП(б) з 1926 року.
У грудні 1926–1928 роках — слухач Полтавської губернської партійної школи, слухач Харківської радянської партійної школи імені Артема. У 1928 році, після закінчення Харківської радпартшколи, був направлений на Донбас, у місто Сталіно.
У 1928–1930 роках — завідувач відділу культури Сталінської окружної спілки будівельників; на радянській та партійній роботі у місті Сталіно.
З 1930 року — студент Донецького металургійного інституту. Закінчив три курси і перевівся до Донецького відділення московської Промислової академії імені Сталіна. У 1935 році закінчив Промислову академію імені Сталіна.
У 1935–1936 роках — диспетчер, майстер, начальник зміни мартенівського цеху Сталінського (Донецького) металургійного заводу імені Сталіна.
У 1936–1937 роках — завідувач промислового відділу Сталінського міського комітету КП(б)У Донецької області. У травні — вересні 1937 року — секретар Сталіно-Заводського районного комітету КП(б)У міста Сталіно Донецької області.
У вересні 1937–1942 роках — директор Ворошиловського металургійного комбінату імені Ворошилова у місті Ворошиловську (тепер — Алчевську) Ворошиловградської області. У 1942 році евакуював завод на Урал. З липня 1942 року виконував обов'язки уповноваженого Народного комісаріату важкої промисловості СРСР із евакуації робітників чорної металургії Ворошиловградської і Ростовської областей.
У грудні 1942 — березні 1943 року — директор Магнітогорського калібрувального заводу у РРФСР. У березні — вересні 1943 року — уповноважений Народного комісаріату важкої промисловості СРСР на Південному і Південно-Західному фронтах.
У вересні 1943 — червні 1957 року — директор Ворошиловського металургійного комбінату імені Ворошилова у місті Ворошиловську (Алчевську) Ворошиловградської області. У червні 1957 — 1961 року — начальник комбінату металургійної промисловості Ради народного господарства (раднаргоспу) Ворошиловградського (Луганського) економічного адміністративного району. Потім очолював народний контроль на металургійному комбінаті, перебував на пенсії.
Помер 6 лютого 1967 року в місті Комунарську, тепер Алчевськ, Луганська область, Україна.

## Нагороди
- Герой Соціалістичної Праці (19.07.1958)
- два орден Леніна (01.07.1946, 19.07.1958)
- три ордени Трудового Червоного Прапора (26.03.1939, 13.03.1945, 23.01.1948)
- орден «Знак Пошани» (22.03.1966)
- медаль «За трудову доблесть» (24.01.1950)
- медаль «За трудову відзнаку» (05.05.1949)
- медаль «За перемогу над Німеччиною у Великій Вітчизняній війні 1941–1945 років»
- медаль «За доблесну працю у Великій Вітчизняній війні 1941–1945 років»
- почесний громадянин міста Алчевська (1965)

## Родинні зв'язки
- Син — Гмиря Сергій Петрович (1954–2013) — український політик, член Центрального комітету КПУ, народний депутат Верховної Ради України кількох скликань.